# Firenze–Faenza-vasútvonal
A Firenze–Faenza-vasútvonal (olasz nyelven ismert még mint Ferrovia Faentina) egy normál nyomtávolságú, 101 km hosszúságú, nem villamosított vasútvonal Olaszországban Firenze és Faenza között.

## Története
A vonalat több szakaszban nyitották meg az alábbiak szerint:
- Fognano – Faenza: 1887. január 9-én,
- Marradi – Fognano: 1888. augusztus 26-án,
- Firenze – Borgo San Lorenzo: 1890. április 8-án,
- Borgo San Lorenzo – Marradi: 1893. április 21-én nyílt meg.

A második világháború alatt a vasutat súlyosan megrongálták a visszavonuló német csapatok, emiatt 1954-ig alkalmatlanná vált a vasúti közlekedésre. A forgalmat azonban csak Faenza és San Piero a Sieve között állították helyre, a firenzei vonatokat kerülő útirányra kényszerítve úgy, hogy Borgo San Lorenzo-nál visszatértek a Borgo San Lorenzo-Pontassieve-vasútvonalra. A San Piero a Sieve felé tartó vasúti szolgáltatásokat az 1970-es években megszüntették.
1999-ben a vasútvonalat teljesen felújították.